# Raja ackleyi
Raja ackleyi és una espècie de peix de la família dels raids i de l'ordre dels raïformes.

## Morfologia
- Els mascles poden assolir 51 cm de longitud total.[4][5]

## Reproducció
És ovípar i els ous tenen com a banyes a la closca.

## Hàbitat
És un peix marí, de clima tropical i demersal que viu fins als 45 m de fondària.

## Distribució geogràfica
Es troba a l'oceà Atlàntic occidental central: des de Florida (els Estats Units) fins a Yucatán (Mèxic).

## Costums
És bentònic.

## Observacions
És inofensiu per als humans.